# Liste von Persönlichkeiten der Gemeinde Großrinderfeld
Diese Liste von Persönlichkeiten der Gemeinde Großrinderfeld zeigt die Ehrenbürger, Söhne und Töchter der Gemeinde Großrinderfeld und deren Ortsteile (Großrinderfeld mit Hof Baiertal, Gerchsheim, Ilmspan und Schönfeld), sowie weitere Persönlichkeiten, die mit Großrinderfeld verbunden sind. Die Liste erhebt keinen Anspruch auf Vollständigkeit.

## Ehrenbürger
Folgenden Personen, die sich in besonderer Weise um das Wohl oder das Ansehen der Kommune verdient gemacht haben, verlieh die Gemeinde Großrinderfeld (oder deren Ortsteile als Altgemeinden) das Ehrenbürgerrecht:

### Ehrenbürger der Altgemeinden
- Emmanuel Kern (* 9. Juli 1883; † 9. Januar 1963), Priester und Ehrenbürger der Altgemeinde Ilmspan, übernahm im Herbst 1944 als letzte Station seines bewegten Lebens die Pfarrei Ilmspan. 18 Jahre wirkte er als Pfarrer in Ilmspan, bis er eines plötzlichen Todes starb. Ihm zum Gedenken gibt es heute in Ilmspan die Dr.-Kern-Gasse. Gleichzeitig hatte Kern auch einige Jahre die Nachbarpfarrei Schönfeld mitverwaltet.[1]

### Ehrenbürger der Gemeinde Großrinderfeld
- Wilhelm Koch (* 9. Mai 1921; † 2016), verliehen im März 1984, Priesterweihe am 31. Mai 1953, ab 1959 wurde er Pfarrer von Gerchsheim, Mitbegründer der Sozialstation Tauberbischofsheim, feierte 2013 sein diamantenes Priesterjubiläum.[2]
- Josef Kühner († 2011); verliehen am 23. Juni 1989; Pfarrer in Schönfeld, Ilmspan und Krensheim; in Schönfeld wurde auch eine Straße nach ihm benannt.[3]

## Söhne und Töchter der Gemeinde
Folgende Personen wurden in Großrinderfeld (bzw. in einem Ortsteil des heutigen Gemeindegebiets von Großrinderfeld) geboren:

### 19. Jahrhundert
- Fritz Oberdorf (* 1898 in Gerchsheim; † 1976), deutscher Pionier der Pflanzenzüchtung und Professor für Agrarwissenschaft sowie Direktor des Zentralinstituts für Pflanzenzüchtung Bernburg und Gründungs-Rektor der Hochschule für Landwirtschaft Bernburg.

### 20. Jahrhundert
- Thomas Endres (* 12. September 1969), Fechter, der deutscher Meister wurde und 1988 eine olympische Silbermedaille mit der Florettmannschaft gewann. Endres wuchs in Großrinderfeld auf und wohnt auch heute noch im Ort.[4]

- Harald Bethäuser (* 20. Juli 1975) Pfarrer. Am 14. Mai 2006 wurde Bethäuser in Freiburg im Breisgau zum Priester geweiht. Er wirkte unter anderem als Priester in Donaueschingen, Mannheim und Freiburg im Breisgau. 2012 wurde Bethäuser zum Rektor des Priesterseminars in Freiburg berufen. Diese Aufgabe hatte er bis Juli 2020 inne, bevor er im November 2020 seine erste eigene Pfarrstelle im Dekanat Schwarzwald-Baar in Furtwangen im Schwarzwald antrat. Als leidenschaftlicher Naturliebhaber und Mountainbiker fühlt sich Bethäuser als Leiter der Seelsorgeeinheit Bregtal in den Wäldern rund um Furtwangen besonders wohl. Furtwangen war für Bethäuser vor seinem Amtsantritt nicht unbekannt. Bereits zwei Mal hatte er am Schwarzwald-Bike-Marathon teilgenommen.[5]

## Sonstige mit Großrinderfeld in Verbindung stehende Personen

### 14. Jahrhundert
- Graf Ludwig von Rieneck, dieser überließ im Jahre 1312 die Vogtei und einige Einkünfte zu Großrinderfeld dem Stift Aschaffenburg.[6]
- Herren von Zobel, das fränkische Adelsgeschlecht ist seit 1384 in Großrinderfeld nachweisbar.[6]

### 16.–17. Jahrhundert
- Die folgenden Personen wurden als Eigentümer von Schloss Schönfeld im Ortsteil Schönfeld urkundlich erwähnt:
  - Seldeneck (1520)
  - Kaspar IV. Lerch von Dürmstein (1620)
  - Daniel von Rieneck (1641)

### 19. Jahrhundert
- Gefallene Soldaten des Gefechts bei Gerchsheim (1866): Die im Ortsteil Gerchsheim gefallenen Soldaten des Gefechts bei Gerchsheim während des Deutschen Krieges im Rahmen des Mainfeldzugs am 25. Juli 1866 wurden auf einem Kriegerdenkmal verewigt.

### 20. Jahrhundert
- Otto Deckert: Von 1965 bis 1975 der letzte Bürgermeister der Altgemeinde Schönfeld.